# Fernando Salazar Palma
Fernando Salazar Palma (Madrid, España, 1967) es un economista y ejecutivo español. Es técnico comercial y economista del Estado desde 1991.

## Biografía
Licenciado en Ciencias Económicas y Empresariales por la Universidad Complutense de Madrid y máster en Administración Pública por la Maxwell School of Citizenship and Public Affairs.
En 1991 entra en el Ministerio de Industria, Comercio y Turismo, primero como Director Territorial de Comercio en Castilla y León y después como Subdirector General Adjunto de Política Comercial Multilateral.
En 1995 pasa al Gabinete de la Presidencia del Gobierno como Vocal Asesor en el Departamento de Economía, cargo que deja en 1998 para ir al Banco Interamericano de Desarrollo como Consultor del Fondo Multilateral de Inversiones
En 2002 entra en el Ministerio de Economía como Vocal Asesor en la Subdirección General de Fomento Financiero de la Exportación.
En 2004 vuelve al Ministerio de Industria, Comercio y Turismo como Jefe de Gabinete del Secretario de Estado de Turismo y Comercio, cargo que deja en 2007 para trasladarse a la Embajada de España en China como Consejero Jefe en la Oficina Económica y Comercial en Pekín.
En 2010 es nombrado Vicepresidente Ejecutivo del ICEX, cargo que deja en 2012 para trasladarse a Brasil como Consejero Jefe en la Oficina Económica y Comercial de la Embajada de España.
En 2016, de nuevo en el Ministerio de Industria, Comercio y Turismo, es nombrado Subdirector General de Fomento Financiero de la Internacionalización.
Desde junio de 2018 es el presidente Ejecutivo de Cesce, la Agencia de crédito a la exportación de España, de la que había sido vocal en el Consejo de Administración entre 2004 y 2007, y de nuevo desde septiembre de 2016, siendo miembro de las comisiones de auditoría, riesgos por cuenta propia y riesgos por cuenta del Estado.
Ha sido también miembro del Consejo de Administración del ICO, ICEX España Exportación e Inversiones, IVEX (actual Instituto Valenciano de Competitividad Empresarial y Paradores de Turismo de España.
Además de diversos artículos publicados en la Revista de Información Comercial Española (ICE), es autor, junto con Ana de la Cueva Fernández, del libro Financiación Pública para la Internacionalización.